# Liga Nacional de Futsal 2024
Die Liga Nacional de Futsal 2024 war die 29. Spielzeit einer brasilianischen Futsalliga, der Liga Nacional de Futsal.

## Modus
Der Wettbewerb wurde in fünf Phasen ausgetragen, einer Vorrunde sowie Achtel-, Viertel-, Halb- und Finalspiele. In der ersten Runde traten alle Klubs in einer Gruppe einmal im Ligaverfahren gegeneinander an. Die besten 16 besten qualifizierten sich für das Achtelfinale.
Ab dem Achtelfinale folgte der Wettbewerb dem K.-o.-System mit Hin- und Rückspiel, mit Ausnahme des Finales, welches in nur einem Spiel ausgetragen wurde. Es kam der Klub weiter, welcher die Treffen mit mindestens einem Sieg für sich entscheiden konnte. Gewannen beide Mannschaften ein Spiel oder gingen beide unentschieden aus, wurde die Entscheidung zunächst in der Verlängerung gesucht. Endete diese ohne Ergebnis, kam die Mannschaft eine Runde weiter, welche in der ersten Runde das bessere Ergebnis auswies. Das Heimspielrecht im Hinspiel lag bei dem Klub, welcher in der ersten Runde schlechter platziert war.

## Teilnehmer
- CER Atlântico
- Associação Carlos Barbosa de Futsal
- Blumenau Futsal
- AD Brasil Futuro
- Brasília Futsal
- Cascavel Futsal Clube
- Foz Cataratas Futsal
- SC Corinthians
- Esporte Futuro
- ADC Intelli
- AD Jaraguá
- Associação Joaçaba EC
- JEC Krona Futsal
- Marreco Futsal
- Minas Tênis Clube
- Associação Campo Mourão Futsal
- Pato Futsal
- Praia Clube
- São José Futsal
- Futsal São Lourenço
- Taubaté Futsal
- AE Venâncio Aires
- AD Futsal Tubaronense
- AF Umuarama

## 1. Runde
| Pl. | Verein                         | Sp. | S  | U | N  | Tore    | Diff. | Punkte |
| --- | ------------------------------ | --- | -- | - | -- | ------- | ----- | ------ |
| 1.  | JEC Krona Futsal               | 23  | 17 | 4 | 2  | 068:370 | +31   | 55     |
| 2.  | AD Brasil Futuro               | 23  | 17 | 1 | 5  | 087:360 | +51   | 52     |
| 3.  | AD Jaraguá                     | 23  | 17 | 1 | 5  | 073:470 | +26   | 52     |
| 4.  | CER Atlântico (M)              | 23  | 15 | 4 | 4  | 091:440 | +47   | 49     |
| 5.  | Praia Clube                    | 23  | 14 | 5 | 4  | 072:290 | +43   | 47     |
| 6.  | Carlos Barbosa                 | 23  | 13 | 5 | 5  | 073:480 | +25   | 44     |
| 7.  | Pato Futsal                    | 23  | 13 | 3 | 7  | 071:550 | +16   | 42     |
| 8.  | São José Futsal                | 23  | 12 | 2 | 9  | 064:610 | +3    | 38     |
| 9.  | AF Umuarama                    | 23  | 10 | 8 | 5  | 041:290 | +12   | 38     |
| 10. | Cascavel Futsal Clube          | 23  | 10 | 7 | 6  | 055:500 | +5    | 37     |
| 11. | Minas Tênis Clube              | 23  | 10 | 6 | 7  | 061:550 | +6    | 36     |
| 12. | Associação Campo Mourão Futsal | 23  | 9  | 6 | 8  | 062:490 | +13   | 33     |
| 13. | ADC Intelli                    | 23  | 10 | 2 | 11 | 051:580 | −7    | 32     |
| 14. | SC Corinthians                 | 23  | 9  | 5 | 9  | 064:530 | +11   | 32     |
| 15. | Futsal São Lourenço            | 23  | 9  | 3 | 11 | 053:540 | −1    | 30     |
| 16. | Marreco Futsal                 | 23  | 7  | 6 | 10 | 059:590 | ±0    | 27     |
| 17. | Associação Joaçaba EC          | 23  | 7  | 4 | 12 | 049:700 | −21   | 25     |
| 18. | Esporte Futuro                 | 23  | 6  | 5 | 12 | 040:540 | −14   | 23     |
| 19. | Foz Cataratas Futsal           | 23  | 6  | 4 | 13 | 050:660 | −16   | 22     |
| 20. | AD Futsal Tubaronense          | 23  | 5  | 7 | 11 | 048:610 | −13   | 22     |
| 21. | Blumenau Futsal                | 23  | 5  | 2 | 16 | 032:730 | −41   | 17     |
| 22. | Taubaté Futsal                 | 23  | 4  | 2 | 17 | 037:770 | −40   | 14     |
| 23. | AE Venâncio Aires              | 23  | 4  | 1 | 18 | 039:690 | −30   | 13     |
| 24. | Brasília Futsal                | 23  | 0  | 1 | 22 | 030:136 | −106  | 01     |

| Zum Saisonende 2023: |                       |
| (M)                  | Meister des Vorjahres |

## Finalrunde

### Turnierplan
|  | Achtelfinale | Achtelfinale     | Achtelfinale | Achtelfinale | Achtelfinale |  |  | Viertelfinale | Viertelfinale    | Viertelfinale | Viertelfinale | Viertelfinale |  |   | Halbfinale  | Halbfinale | Halbfinale | Halbfinale | Halbfinale |  |  | Finale | Finale | Finale | Finale | Finale |
|  |              |                  |              |              |              |  |  |               |                  |               |               |               |  |   |             |            |            |            |            |  |  |        |        |        |        |        |
|  | 16           | Marreco          | 2            | 0            |              |  |  |               |                  |               |               |               |  |   |             |            |            |            |            |  |  |        |        |        |        |        |
|  | 1            | JEC Krona Futsal | 2            | 1            |              |  |  | 1             | JEC Krona Futsal | 1             | 3             |               |  |   |             |            |            |            |            |  |  |        |        |        |        |        |
|  | 9            | Umuarama         | 5            | 3            |              |  |  | 9             | Umuarama         | 1             | 4             |               |  |   |             |            |            |            |            |  |  |        |        |        |        |        |
|  | 8            | São José         | 3            | 2            |              |  |  |               |                  |               |               |               |  | 9 | Umuarama    | 2          | 2          | (1)        |            |  |  |        |        |        |        |        |
|  | 5            | Praia Clube      | 2            | 4            | (0)          |  |  |               |                  |               |               |               |  | 5 | Praia Clube | 2          | 2          | (3)        |            |  |  |        |        |        |        |        |
|  | 13           | Campo Mourão     | 2            | 4            | (0)          |  |  | 5             | Praia Clube      | 3             | 7             |               |  |   |             |            |            |            |            |  |  |        |        |        |        |        |
|  | 4            | Atlântico        | 4            | 3            |              |  |  | 13            | Intelli          | 1             | 2             |               |  |   |             |            |            |            |            |  |  |        |        |        |        |        |
|  | 13           | Intelli          | 4            | 6            |              |  |  |               |                  |               |               |               |  | 5 | Praia Clube | 3          | (4)        |            |            |  |  |        |        |        |        |        |
|  | 2            | Brasil Futuro    | 7            | -            |              |  |  |               |                  |               |               |               |  | 3 | Jaraguá     | 3          | (5)        |            |            |  |  |        |        |        |        |        |
|  | 15           | São Lourenço     | 3            | -            |              |  |  | 15            | São Lourenço     | 1             | 1             |               |  |   |             |            |            |            |            |  |  |        |        |        |        |        |
|  | 7            | Pato Futsal      | 2            | 2            |              |  |  | 7             | Pato Futsal      | 2             | 2             |               |  |   |             |            |            |            |            |  |  |        |        |        |        |        |
|  | 10           | Cascavel         | 2            | 0            |              |  |  |               |                  |               |               |               |  | 7 | Pato Futsal | 3          | 0          | (0)        |            |  |  |        |        |        |        |        |
|  | 6            | Carlos Barbosa   | 2            | 1            | (3)          |  |  |               |                  |               |               |               |  | 3 | Jaraguá     | 2          | 5          | (1)        |            |  |  |        |        |        |        |        |
|  | 11           | Minas TC         | 2            | 1            | (0)          |  |  | 6             | Carlos Barbosa   | 1             | 2             |               |  |   |             |            |            |            |            |  |  |        |        |        |        |        |
|  | 3            | Jaraguá          | 3            | 5            |              |  |  | 3             | Jaraguá          | 3             | 4             |               |  |   |             |            |            |            |            |  |  |        |        |        |        |        |
|  | 14           | Corinthians      | 3            | 1            |              |  |  |               |                  |               |               |               |  |   |             |            |            |            |            |  |  |        |        |        |        |        |

### Achtelfinale
Die Mannschaft von AD Brasil Futuro wurde nach dem Achtelfinalhinspiel gegen Futsal São Lourenço disqualifiziert. Der Klub hatte einen Spieler irregulär aufgestellt.
| Datum   |                   | Ergebnis            |                   |
| ------- | ----------------- | ------------------- | ----------------- |
| 11.10.  | Minas Tênis Clube | 2:2 (2:2)           | Carlos Barbosa    |
| 20.10.  | Carlos Barbosa    | 1:1 (1:0)           | Minas Tênis Clube |
| 20.10.  | Carlos Barbosa    | 3:0 n. V.           | Minas Tênis Clube |
| Gesamt: | Carlos Barbosa    | 2:2 Pkt. (6:3 Tore) | Minas Tênis Clube |

| Datum   |                | Ergebnis            |                |
| ------- | -------------- | ------------------- | -------------- |
| 12.10.  | SC Corinthians | 3:3 (2:2)           | AD Jaraguá     |
| 19.10.  | AD Jaraguá     | 5:1 (4:0)           | SC Corinthians |
| Gesamt: | AD Jaraguá     | 4:1 Pkt. (8:4 Tore) | SC Corinthians |

| Datum   |                  | Ergebnis            |                     |
| ------- | ---------------- | ------------------- | ------------------- |
| 12.10.  | São Lourenço     | 3:7 (2:4)           | Brasil Futuro       |
| -       | Brasil Futuro    | -                   | São Lourenço        |
| Gesamt: | AD Brasil Futuro | 0:3 Pkt. (3:7 Tore) | Futsal São Lourenço |

| Datum   |             | Ergebnis            |                       |
| ------- | ----------- | ------------------- | --------------------- |
| 12.10.  | Cascavel    | 2:2 (2:1)           | Pato Futsal           |
| 20.10.  | Pato Futsal | 2:0 (0:0)           | Cascavel              |
| Gesamt: | Pato Futsal | 4:1 Pkt. (4:2 Tore) | Cascavel Futsal Clube |

| Datum   |              | Ergebnis            |                                |
| ------- | ------------ | ------------------- | ------------------------------ |
| 13.10.  | Campo Mourão | 2:2 (2:0)           | Praia Clube                    |
| 18.10.  | Praia Clube  | 4:4 (2:0)           | Campo Mourão                   |
| 18.10.  | Praia Clube  | 0:0 n. V.           | Campo Mourão                   |
| Gesamt: | Praia Clube  | 3:3 Pkt. (6:6 Tore) | Associação Campo Mourão Futsal |

| Datum   |                  | Ergebnis            |                |
| ------- | ---------------- | ------------------- | -------------- |
| 13.10.  | Marreco Futsal   | 2:2 (1:2)           | Krona Futsal   |
| 20.10.  | Krona Futsal     | 1:0 (0:0)           | Marreco Futsal |
| Gesamt: | JEC Krona Futsal | 4:1 Pkt. (3:2 Tore) | Marreco Futsal |

| Datum   |               | Ergebnis             |               |
| ------- | ------------- | -------------------- | ------------- |
| 14.10.  | ADC Intelli   | 4:4 (0:1)            | CER Atlântico |
| 21.10.  | CER Atlântico | 3:6 (3:2)            | ADC Intelli   |
| Gesamt: | CER Atlântico | 1:4 Pkt. (7:10 Tore) | ADC Intelli   |

| Datum   |                 | Ergebnis            |             |
| ------- | --------------- | ------------------- | ----------- |
| 15.10.  | AF Umuarama     | 5:2 (3:1)           | São José    |
| 22.10.  | São José        | 2:3 (0:1)           | AF Umuarama |
| Gesamt: | São José Futsal | 0:6 Pkt. (4:8 Tore) | AF Umuarama |

### Viertelfinale
| Datum   |             | Ergebnis             |             |
| ------- | ----------- | -------------------- | ----------- |
| 1.11.   | ADC Intelli | 1:3 (0:2)            | Praia Clube |
| 8.11.   | Praia Clube | 7:2 (3:1)            | ADC Intelli |
| Gesamt: | Praia Clube | 6:0 Pkt. (10:3 Tore) | ADC Intelli |

| Datum   |                | Ergebnis            |                |
| ------- | -------------- | ------------------- | -------------- |
| 2.11.   | Carlos Barbosa | 1:3 (1:1)           | AD Jaraguá     |
| 9.11.   | AD Jaraguá     | 4:2 (2:1)           | Carlos Barbosa |
| Gesamt: | AD Jaraguá     | 6:0 Pkt. (7:3 Tore) | Carlos Barbosa |

| Datum   |              | Ergebnis            |                     |
| ------- | ------------ | ------------------- | ------------------- |
| 3.11.   | São Lourenço | 1:2 (1:0)           | Pato Futsal         |
| 10.11.  | Pato Futsal  | 2:1 (2:1)           | São Lourenço        |
| Gesamt: | Pato Futsal  | 6:0 Pkt. (4:2 Tore) | Futsal São Lourenço |

| Datum   |                  | Ergebnis            |                  |
| ------- | ---------------- | ------------------- | ---------------- |
| 3.11.   | AF Umuarama      | 1:1 (1:0)           | JEC Krona Futsal |
| 10.11.  | JEC Krona Futsal | 3:4 (1:1)           | AF Umuarama      |
| Gesamt: | JEC Krona Futsal | 1:4 Pkt. (4:5 Tore) | AF Umuarama      |

### Halbfinale
| Datum   |             | Ergebnis            |             |
| ------- | ----------- | ------------------- | ----------- |
| 23.11.  | Pato Futsal | 3:2 (2:1)           | AD Jaraguá  |
| 30.11.  | AD Jaraguá  | 5:0 (3:0)           | Pato Futsal |
| 30.11.  | AD Jaraguá  | 1:0 n. V.           | Pato Futsal |
| Gesamt: | AD Jaraguá  | 3:3 Pkt. (8:3 Tore) | Pato Futsal |

| Datum   |             | Ergebnis            |             |
| ------- | ----------- | ------------------- | ----------- |
| 24.11.  | AF Umuarama | 2:2 (1:1)           | Praia Clube |
| 1.12.   | Praia Clube | 2:2 (1:1)           | AF Umuarama |
| 1.12.   | Praia Clube | 3:1 n. V.           | AF Umuarama |
| Gesamt: | Praia Clube | 2:2 Pkt. (7:5 Tore) | AF Umuarama |

### Finale
| Datum  |            | Ergebnis                    |             |
| ------ | ---------- | --------------------------- | ----------- |
| 15.12. | AD Jaraguá | 3:3 n. V. (1:1) (5:4 i. E.) | Praia Clube |